# Louis Kuehn (policier)
Pour les articles homonymes, voir Kuehn.
Louis Kuehn, né le 24 août 1834 à Ammerschwihr et mort le 28 novembre 1885 à Paris, est un policier français, chef du service de la Sûreté de 1884 à 1885.

## Biographie
Né le 24 août 1834 à Ammerschwihr, un village du vignoble alsacien proche de Colmar, Louis-Aloyse Kuehn est le fils de Marie-Agathe Kuehn, née Bressler, et de François-Joseph Kuehn, tonnelier.
Le 1er février 1855, Louis Kuehn s'engage volontairement au 28e régiment de ligne à Colmar. Il prend part à la guerre de Crimée et, plus particulièrement, au siège de Sébastopol. Gravement blessé par un éclat d'obus lors de l'attaque du grand cimetière de Sébastopol, en mars 1855, il doit être amputé de son avant-bras gauche. Soigné pendant plusieurs mois dans un hôpital militaire de Constantinople, il sera doté d'une prothèse en bois articulée. La médaille militaire lui sera décernée en 1863.
Kuehn est employé de l'octroi à Paris au moment de son mariage avec Marie-Joséphine Weber, le 28 avril 1860. Il exerce toujours cette profession l'année suivante, lors de la naissance de son fils Louis-Marie-Théodore.
Parmi les emplois réservés aux anciens militaires, Kuehn obtient celui d'inspecteur de commissariat à la préfecture de police le 15 juillet 1862. En 1869, il devient secrétaire de commissariat de 2e classe en banlieue parisienne.
Secrétaire de première classe des commissariats de Paris depuis 1870, il est employé au poste des Arts-et-Métiers jusqu'en décembre 1874, date à laquelle il est nommé commissaire de police de 2e classe du département de la Seine et affecté au poste de Gentilly. En décembre 1878, il est promu à la première classe.
Devenu commissaire de police de la ville de Paris le 7 juin 1880, il est affecté tout d'abord au poste du quartier de Grenelle puis, le 12 décembre 1881, à celui du quartier Saint-Germain-l'Auxerrois, et enfin, en novembre 1883, aux Délégations judiciaires.
En février 1884, alors que Kuehn est pressenti pour succéder à Gustave Macé à la tête du service de la police de sûreté, un article du journaliste Mermeix sème quelque trouble en affirmant que, dans l'affaire d'un vol commis en avril 1882 à l'administration des Postes, Kuehn avait été empêché par ses supérieurs d'arrêter le coupable, ce dernier étant « un des plus hauts fonctionnaires du ministère des Postes ». Malgré cette polémique sans lendemain et malgré les intrigues du chef de la police municipale, Caubet, le préfet de police Ernest Camescasse nomme Kuehn chef de la Sûreté le 2 avril 1884.

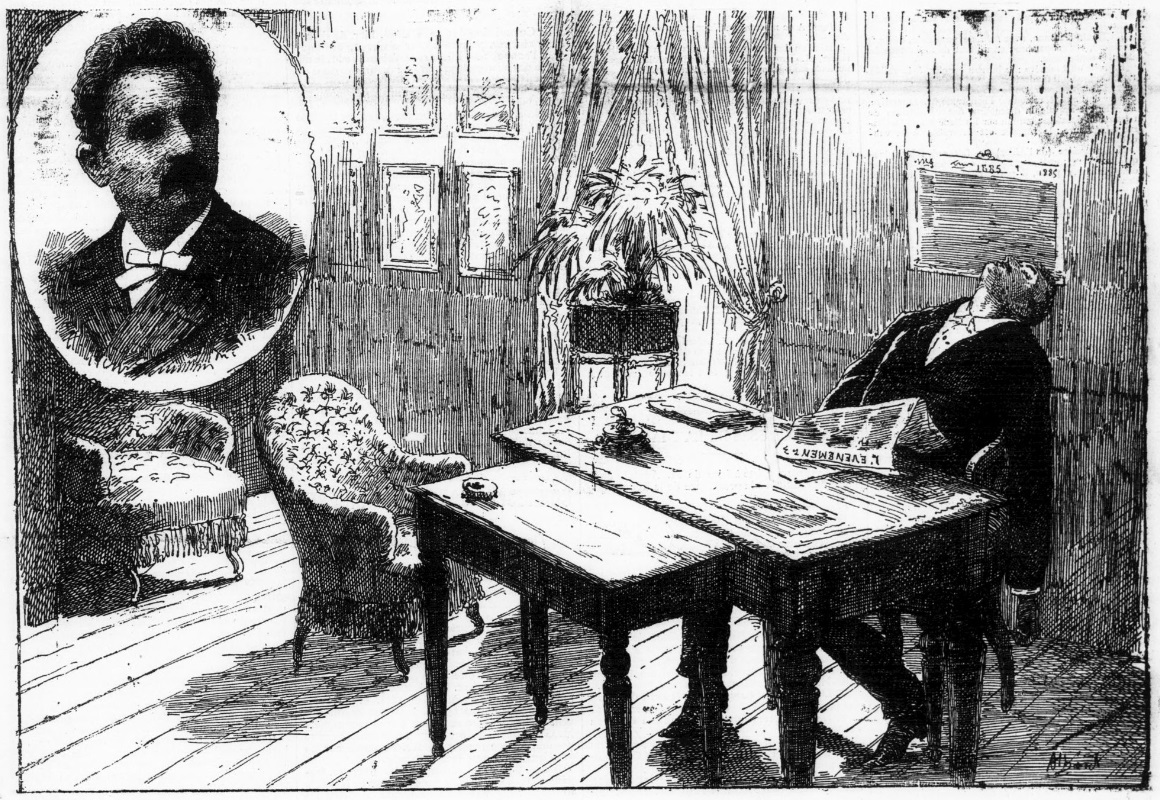
Mort du commissaire Kuehn (La Journée, 29 novembre 1885).

Le 28 novembre 1885, Kuehn est retrouvé mort à son bureau du 36, quai des Orfèvres. Les médecins attribuent le décès à une congestion pulmonaire ou à une embolie cérébrale. Il est inhumé le surlendemain au cimetière du Montparnasse.
Louis Kuehn est le père de Marie-Aloysa (1865-1926),, épouse du négociant Ernest-Edgard Hiard entre 1885 et 1896. Professeure de musique, Marie Hiard-Kuehn est connue au début du XXe siècle pour ses talents de pianiste.